# لورين فليتشير
لورين فليتشير هو سياسي أمريكي، ولد في 10 أبريل 1833 في مونت فيرنون في الولايات المتحدة، وتوفي في 15 أبريل 1919 في أتلانتا في الولايات المتحدة. نشط حزبياً في الحزب الجمهوري. وقد انتخب عضو مجلس نواب مينيسوتا ‏ وانتخب عضو مجلس النواب الأمريكي ‏.